# Hapalotremus munaycha
Espèce
Hapalotremus munaycha est une espèce d'araignées mygalomorphes de la famille des Theraphosidae.

## Distribution
Cette espèce est endémique de la région de Cuzco au Pérou,. Elle se rencontre ans la province de Quispicanchi entre Urcos et Marcapata et vers Cjunucunca.

## Description
Le mâle holotype mesure 25 mm et la femelle paratype 26,13 mm.

## Systématique et taxinomie
Cette espèce a été décrite par Ferretti, Chaparro, Ochoa et West en 2025.

## Publication originale
- Ferretti, Chaparro, Ochoa & West, 2025 : « Phylogeny of the high-altitude tarantulas Hapalotremus Simon, 1903 (Araneae: Mygalomorphae: Theraphosidae) with the description of a new species. » Insect Systematics & Evolution, vol. 56, no 1, p. 90-110.